# 西本明日香
西本 明日香（にしもと あすか、1989年1月11日 - ）は、日本の元タレント、元グラビアアイドルである。
所属芸能事務所は、株式会社ソニー・ミュージックアーティスツであったが、現在は同事務所に名前がなく芸能界を引退し一般職に就いている。

## 出演

### 番組

#### 地上波テレビ
- 出没!アド街ック天国（テレビ東京）
- 爆笑そっくりものまね紅白歌合戦スペシャル（フジテレビ、2011年3月18日[1][2]）
- TOKYOヒットガール（NTV、2011年10月13日 - 2012年9月27日）
- ハードルプードル（テレビ朝日）
- 芸人報道（日本テレビ）
- 美少女ヌードル（テレビ朝日）
- ロンドンハーツ 3時間スペシャル（テレビ朝日、2012年10月2日）
- GARIGARIくりぃむ（テレビ朝日、2012年10月9日）

#### ＣＭ
ソニー損保（バックダンサー）

#### BS・CS波テレビ
- Nightスプラッシュ（J：COM、2011年7月29日）
- ウレスジ（BS-TBS、2011年9月）※9月期の番組秘書
- モテるの法則（エンタメ〜テレ 2014年3月6日～）
- モテるの法則 season 2（エンタメ〜テレ 2014年11月3日～）
- めざせ舟券マスター ガチッ娘（日本レジャーチャンネル）

#### インターネット放送
- DJ Tomoaki’s Radio Show!（下北FM、2011年3月10日）
- AKIBA18エンタメTV（あっ!とおどろく放送局、2011年4月 - 6月）
- SMA祭り（あっ!とサンデーアフタヌーンLIVE[3]）（あっ!とおどろく放送局、2011年9月-2012年5月 毎月第1日曜日）
- 会える美女図鑑（BeeTV）
- SMA祭り復活編!（@TV（あっとTV）、2012年8月12日）
- 月曜日はみんなにU kiss（@TV（あっとTV）、2012年10月22日）※ゲスト出演
- SMAの女性タレントがガールズトークします!〜がタイトルがまだ決まっていません。今夜決めます!!〜（ニコニコ生放送、2014年6月4日）

### DVD
- 怨霊映像特別篇 奇怪女子会 戦慄！ナデシコの恐怖（2011年12月2日、マジカル）